# António Bettencourt de Oliveira
António Bettencourt de Oliveira (Toledo (Velas), Santo Amaro (Velas), ilha de São Jorge, 4 de Junho de 1863 – Toledo (Velas), Santo Amaro (Velas), ilha de São Jorge) foi um produtor Agrícola em terras próprias e militar do exército português na especialidade de infantaria.

## Biografia
Prestou serviço no exército português Regimento de Guarnição nº 1, aquartelado na Fortaleza de São João Baptista, no Monte Brasil, junto à cidade de Angra do Heroísmo.
Foi um médio detentor de terras nas fajãs da costa Norte da ilha de São Jorge, nomeadamente na fajã de Vasco Martins, Fajã Rasa, e Fajã da Ponta Furada, onde produzia vinho de várias castas, particularmente da casta conhecida regionalmente, como “Vinho de cheiro”, que era vendido principalmente na vila das Velas.
Nessas mesmas fajãs, em sítios específicos do ponto de vista de adaptação Ambiental, autênticos biótopos únicos das fajãs,  a que era chamado “fontes de inhames” produzia inhames de grande qualidade que eram vendidos em diferentes locais da ilha com predominância para a vila das Velas.
O inhame ao longo dos séculos sempre foi tido como uma planta de grande valor económico, e embora estando dedicada principalmente à alimentação popular chegou a estar ligado ao acontecimento que ficou conhecido como Revolta dos inhames.

## Relações Familiares
Foi filho de Manuel de Oliveira Bettencourt Soares e de D. Ana Isabel de Bettencourt.
Casou em 13 de Janeiro de 1888 no Toledo (Velas), Santo Amaro, Velas com D. Maria da Silveira Soares de Bettencourt (24 de Julho de 1871 -?), filha de José Bettencourt de Oliveira e de D. Maria Josefa de Bettencourt de quem teve:
1. D. Mariana de Oliveira Bettencourt (14 de Agosto de 1894 – 7 de Maio de 1972), casou com José de Ávila Bettencourt Júnior em 8 de Novembro de 1911.
2. D. Maria (5 de Março de 1889 -?).
3. José (16 de Abril de 1890 -?).
4. D. Emília (13 de Abril de 1891 - 30 de Novembro de 1984). Casou com José Leonardo de Bettencourt a 16 de Setembro de 1920).
5. José (30 de Março de 1892 -?).
6. D. Francisca (18 de Maio de 1893 -?).
7. Isabel (22 de Março de 1896 – 5 de Janeiro de 1983) casou com Francisco da Silveira Bettencourt a 27 de Julho de 1931.
8. João (7 de Agosto de 1897 -?).
9. Manuel (17 de Outubro de 1898 –?).
10. José Bettencourt de Oliveira (27 de Março de 1902 -?)
11. João (27 de Janeiro de 1904 -?).
12. João (5 de Agosto de 1905 –?)
13. Francisco (11 de Fevereiro de 1907 -?).
14. Ana Toledo (Velas) ilha de São Jorge, 23 de Agosto de 1908 – 15 de Outubro de 1963, Santa Cruz, Praia da Vitória, ilha Terceira, Açores.
15. Maria de Lurdes (19 de Junho de 1910 -?).
16. Rosa Oliveira Bettencourt (1909 -?).
17. José Bettencourt Oliveira (Toledo (Velas) -?) casou com D. Isabel Bettencourt Silveira (19 de Dezembro de 1904 – 1 de Novembro de 1980).
18. Manuel Bettencourt de Oliveira (4 de Junho de 1863 -?) casou em 25 de Julho de 1927 com D. Rosa Pereira Machado de Oliveira nascida a 24 de Julho de 1871 nas Velas, ilha de São Jorge.
19. Teresa (1911 -?).